# النعمانية

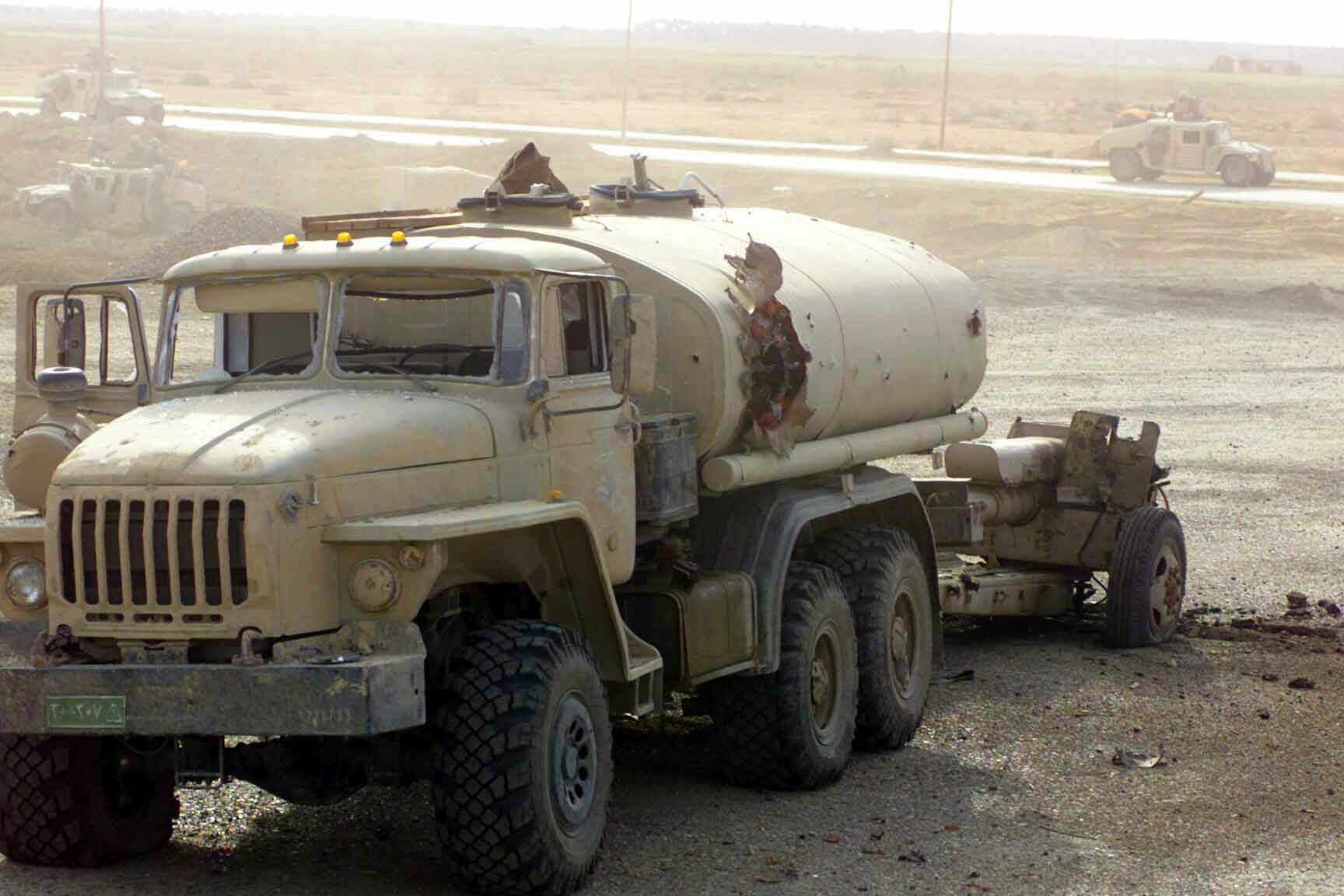
معركة النعمانية (2003)

النعمانية مدينة عراقية ومركز قضاء تقع على ضفة نهر دجلة في محافظة واسط جنوب شرق بغداد. يعتقد أن ملك اللخميين النعمان بن المنذر الملقب بأبي قابوس قد بناها ، يوجد فيها قبر الشاعر المتنبي. وهي مدينة تكثر بها بساتين النخيل والفواكه، وكذلك منطقة صيد الطيور البرية والغزال البري وتوجد فيها آثار مدينة المناذرة. موقعها للطرق البرية تربط محافظات الجنوب البصرة والناصرية والعمارة مع محافظات الوسط مثل الديوانية والنجف وكربلاء وبابل سكانها عرب ومكونات عراقية مختلفة كالكرد الفيليين. يمتهنون الزراعة والرعي وصيد السمك وهي من المدن الجميلة الواقعة على نهر دجلة.

## تاريخ مدينة النعمانية
النعمانية "بضم النون" مركز قضاء النعمانية تقع شمال غرب مدينة الكوت حوالي 38 كم وتغفو على الضفة الغربية من نهر دجلة الخير  يسكنها حاليا ما يزيد على مئة ألف نسمة يتوزعون بين حضرها وريفها حيث يشكل الحضر منها بحدود ستين بالمائة من نسبة السكان الذين يعيشون بتآلف ومودة، وتتميز النعمانية بخصوبة أرضها وكثرة بساتينها حيث يوجد فيها حاليا أكثر من مائة بستان تشغل مساحة 2500 دونم من مجموع مساحة النعمانية البالغة حاليا 421875 دونما. أرض مدينة النعمانية أرض رسوبية تكونت مما حمله نهر دجلة وروافده من طمى وترسبات طينية خلال فترات طويلة ومن خلال الفيضانات التي كانت تحدث لدجلة دوريا. وتدل التقنيات الأثرية على ان أرض النعمانية كانت مغمورة بمياه البحر في العصر الحجري القديم وترتفع ارضها بعشرين مترا عن مستوى سطح البحر.

## التسمية
كان اسم المنطقة بْغيلة، واسم النعمانية حديث، اخذت النعمانية اسمها من النسبة إلى النعمان بن المنذر الثالث على أغلب الآراء وهو من اسس الدولة العربية بالحيرة بعد سقوط الإمبراطورية الأخمينية الذي احتلوا العراق واسقطوا دولته حيث اتخذ النعمان من النعمانية حصنا للمناذرة وشاد فيها قصرا تعرف اثاره حاليا بتل نعمان ويبعد عن مركز المدينة بحدود أربعة كليو متر. الكلام عن تاريخ النعمانية يؤلم لأنه مهمل ولا يعرفه حتى الكثير من أهل النعمانية. فما كتبه المؤرخون يؤكد على حقيقة انها اسست في سنة 600 ميلادي من قبل النعمان بن المنذر الثالث (613 – 585) وانها كانت حاضرة عامرة في العهدين الأموي والعباسي حيث تشير كتابات البعض ان سكانها حينها بلغ عددهم خمسة وأربعين ألفا ويوجد من الشواهد التاريخية ما يؤكد تعاقب الحضارات على مدينة النعمانية وبموقعها الحالي وأهم تلك الشواهد وجود أكثر من اثنين وثلاثين تلاً أثريا مكتشفا تغطي حقبا تاريخية مختلفة، وكذلك وجود اللقى الاثرية التي اكتشفت في المنطقة والتي ساعدت على تحديد الفترات الزمنية التي تعود اليها تلك اللقى ومن الشواهد التاريخية المهمة في النعمانية ما يعرف بآثار النجمي والذي لم تحدد ماهيته بدقة وان حددت فترة بنائه وهي آخر العهد العباسي فقد اختلفت فيه الآراء فمن المؤرخين من يعتقد انه مسجدا واخر يرى بانه كان قصرا وثالث يرى انه خانا من الخانات المعروفة والتي كانت تشكل مستقرا للمسافرين حيث يقع النجمي على منتصف الطريق بين واسط وبغداد حيث شكل محطة استراحة ومحطة تبادل البريد بين المدينتين. ويعتقد أن النجمي والذي اتخذ اسمه من شكل البناء الخارجي الذي يتخذ شكل النجمة هو مسجد بني في عهد الدولة السلجوقية والدليل على ذلك هو شكل البناء والذي منه اتخذ الاثر اسمه حيث تظهر واضحة معالم العمارة السلجوقية وايضا يوجد في البناء باحة ومحراب يتوسط الباحة قبران كتب على أحد القبرين هذا قبر العلامة البجلي والقبر الآخر هو قبر زوجته.

## تاريخ مدينة النعمانية المعاصر
بالنسبة لتاريخ مدينة النعمانية المعاصر فتتضارب اخبار نشأتها الحالية ويقال ان تاريخ تأسيس النعمانية يرجع إلى القرن التاسع عشر على شكل قرية صغيرة عرفت باسم البغيلة واسسها الشيخ عجم الحمود شيخ عشائر الجلابيين لتكون مقرا لعشيرته واختارها لوقوعها على مفترق الطرق المؤدية إلى جنوب العراق ووسطه لتكون محطة لتجميع الحبوب والمحاصيل الزراعية وهنا يشير المؤرخ الكبير عبد الرزاق الحسني في كتابه (مدن العراق)المطبوع في عام1947م إلى القول (ان الذي أسس هذه القرية أي (البغيلة)هو الشيخ عجم الحمود رئيس عشيرة الكلابيين وأنه قد أقام فيها بناية لسكناه عام 1886م وأن أصحابه وعشيرته تبعوه في تشييد المنازل والحوانيت فلم تزل القرية في أتساع حتى أذا ابتاع السلطان عبد الحميد أراضيها وأمر ببناء محلة لأدارة أملاكه وفي عنيت الحكومة فجعلته مركز ناحيه. وهذا التاريخ لايصمد امام الواقع ففي عدة مصادر ورد أسم هذه البلدة في زمن اقدم من التواريخ التي سبق ذكرها فمن ذلك ما جاء في رحلة المقيم البريطاني المستر ريج وهي بتأريخ 14 أيار 1821م 1237هجرية فقد قال وفي الساعة التاسعة والنصف مررنا بالبغيلة وهي قلعة من الطين على الضفة اليمنى لدجلة تعود إلى الشيخ زيد الشفلح شيخ زيد وبقربها مضرب خيامه الخاصة. وكذلك جاء ذكر البغيلة في مختصر مطالع السعود ضمن حوادث عام 1242هجرية 1826م ومنها نزول عقيل شيخ المنتفك البغيلة في العام المذكور ولقائه مع رجال عشيرته وقد اوضح ذلك مؤلف تاريخ العراق بين الأحتلالين حيث ذكران الشيخ عقيل بن محمد بن ثامر قدم إلى بغداد واتصل بالوزير داود باشة فألبسه الوزير خلعه رئاسة عشائر المنتفك وأعطاه اسلحة الكافية وعند أذ حدث الخلاف بين هذا وبين الشيخ المعزول أخذ على اثره الشيخ عقيل ينتقل من موضع إلى اخر ليجمع اتباعه فوصل البغيله ونزل فيها وهو في مهمتة هذه ويعتقد الدكتور أحد سوسه في كتابه ري سامراء ان البغيله اسست في موضع قرية نعما باذ التي ذكرها اليعقوبي في تاريخه، واليوم يوجد اقدم معلم مدني قائم ويعود بنائه حسب بعض الروايات لسنة 1885 وهو جامع السراي نسبة لمنطقة السراي المعروف بجامع السنة حيث كانت النعمانية تقسم إلى منطقتين الشرقية والسراي أي دار الحكم، وما نستطيع ان نثبته ان تاريخ النعمانية الحالية يعود إلى بدايات القرن التاسع عشر وليس إلى ماذكره السيد الحسني أو ما يذكره اخرون ان من اسسها هو الوالي تقي الدين عام 19882. وفي عام 1923 صدرت الإرادة الملكية رقم 27 القاضية بتشكيل ناحية باسم البغلية.

## البغيلة
حيث عرفت النعمانية بهذا الاسم والسبب بهذه التسمية يعود إلى واحد من أربعة اسباب وهي: اولا – انها سميت بذلك نسبة إلى دار سك نقود في العهد الاموي كان يضرب فيها الدرهم البغلي بضم الباء وتشديد الياء موقعها قريب على نهر دجلة حيث مصرف الرشيد حاليا. ثانيا – سميت نسبة إلى نهر يخترق المدينة وجدوا فيه بغلة ميتة فسموا النهر باسم نهر البغلية ومنه أطلق الاسم على المدينة ونهر البغلية ظل حتى عام 1963 حيث ردم بعد توسع المدينة. ثالثا – يوجد في المدينة مرسى كانت ترسو فيه سفينة كبيرة تسمى بغيلة ومنها أخذ الاسم واطلق على المدينة. رابعا – انه كان يسكنها قوم عرفوا بالبغلان وانهم هاجروا المدينة إلى إيران حيث اخذت منهم المدينة اسمها وهذا اضعف الاراء، والذي عليه المعول هو الراي الأول.
وفي عام 1930 صدر الامر بتغيير اسمها إلى النعمانية والحقيقية التي لابد ان نقف عندها ان اسم النعمانية اسبق وهو الذي كانت تعرف به والدليل على ذلك ان الكثيرين كانوا ينسبون إلى النعمانية ويعرفون بلقب النعماني لعل ابرزهم واقدمهم العلامة الشيخ محمد بن إبراهيم النعماني صاحب كتابة الغيبة المعروف بغيبة النعماني حيث وردت الإشارة إلى سكنه في النعمانية وحدد موقعها ليدل على ان المقصود بالنعمانية نعمانيتنا وليس غيرها وذلك في القرن الخامس الهجري. وفي عام 1961 صدرت الامر بتحويلها إلى قضاء وعين لها السيد هاشم ناجي الهرمزي كاول قائم مقام لها.

## السكان والمساكن
| السنة | السكان |
| 1987  | 24729  |
| 1997  | 34741  |
| 2009  | 56988  |
| 2013  | 62121  |

| اسم الحي                   | مساحته هكتاراً | عدد مساكنه | سكانه |
| السراي                     | 23.4          | 1206       | 6995  |
| المعلمين الأولى            | 28            | 302        | 1752  |
| قرية الجسر (الخطيب)        | 27.2          | 459        | 2662  |
| المعلمين الثانية           | 4             | 285        | 1653  |
| الشهداء الأولى             | 9.4           | 203        | 1177  |
| الشهداء الثانية            | 36.5          | 355        | 5059  |
| الأسرى                     | 28.7          | 403        | 2337  |
| خلف الحوزة (المربع الذهبي) | 36.5          | 252        | 1462  |
| الشرقية                    | 15.3          | 807        | 4681  |
| السهيلية                   | 6.5           | 304        | 1763  |
| البلدية                    | 14.24         | 211        | 1224  |
| المصانع                    | 17.8          | 347        | 2013  |
| الشرطة                     | 6.7           | 178        | 1032  |
| المتجاوزين (الزهور)        | 37.5          | 314        | 1821  |
| الحسين (الألبان)           | 7.5           | 708        | 4106  |
| الصدرين                    | 19.3          | 411        | 2184  |
| الجمعية الأولى             | 49            | 212        | 1230  |
| الجمعية الثانية            | 21.8          | 383        | 2221  |
| العسكري الأولى             | 33.8          | 385        | 2233  |
| العسكري الثانية            | 24.2          | 257        | 1491  |

## الدواوين
النعمانية تميزت بدواوينها منذ تأسيسها وكانت تلك الدواوين ولا زالت علامة فارقة في تاريخ النعمانية وسيرة مجتمعها وكانت تلك الدواوين مدرس حقيقية علمت الكثير وكان اغلبها في حقيقتيه منتدى ادبي حيث اختص بعض تلك الدواوين باحتضان الادباء والشعراء واليوم هناك دواوين النعمانية عامرة حيث تتواصل الاجيال لتعترف من معين القيم والاعراف الجميلة، وكانت ولا زالت اجواء النعمانية تنعم بالحراك الثقافي ويشهد تاريخها المعاصر على تنامي حركة ثقافية وسياسية واسعة وصل حراكها السياسي حد التصادم ومن ذلك ما شهده عام 1959 من صدامات بين قوى سياسية متصارعة ولا يمكن للحديث عن النعمانية التي خرجت الكثير من الأسماء اللامعة من سياسيين وفنانين وشعراء لايمكن ان يكون له معنى دون التوقف وباجلال عند رمز رموزها وعنوانها الاشمخ وهو السيد الشهيد سيد قاسم شبر ذاك الرجل العظيم الذي كان امة، يوم واجه الطغيان بشجاعة اذهلت القريب قبل البعيد فقد كان رحمه الله داعيا رساليا ومجاهدا صلبا الذي اعدم عام 1979 عن عمر ناهز التسعين عاما. واذ يحق للنعمانية ان تفخر باجيال من ابنائها الذين لمعت اسماؤهم في مختلف المجالات فلها ان تفخر بانجازات لولا الإهمال والتعتيم الذي عانته وتعانيه لملات اخبارها الافاق فمن حق النعمانيين ان يفخروا بان النعمانية أول مدينة خرج منها المحتلون الامريكان وذلك في1-8-2003 وسلمت الإدارة فيها إلى مجلسها البلدي فيها وهو أول مجلس بلدي انتخب انتخابا مباشرا في العرا ق بعد سقوط نظام صدام واستلم مهامه في 15-6- 2003و وفي الوقت الذي انشغل الناس في نهب املاك الدولة واموالها وتاكيدا لاصالة قيم الثقافة في هذه المدينة شكل مجموعة من شباب النعمانية أول ملتقى ثقافي في العراق الجديد اقام العديد من الندوات الحوارية حيث استضاف مجموعة من سياسي ومفكري البلد وفي مختلف المجالا ت. واليوم توسعت المدينة توسعا كبيرا حيث تبلغ مساحتها أكثر من أحد عشر الف كيلو مترا مربعا أي ما يقرب من مساحة دولة قطر فانها تفتقر إلى البنى التحتية اللازمة للنهوض بواقعها بما يتلائم وعمقها التاريخي ويتناسب وارثها الحضاري الكبير.

## مناخ وبيئة المدينة
تمتاز النعمانية بمناخ المنطقة الوسطى حيث يكون المعدل الاعلى الحرارة في أشهر الصيف بحدود 44 درجة مئوية وتسجل في شهر اب اعلى درجات الحرارة ويكون المعدل الادنى لها في فصل الشتاء خلال شهري كانون الأول والثاني حيث تصل احيانا إلى درجة الصفر المئوي ودونه، عاملا الخصوبة والاعتدال المناخي وفرا بيئة ملائمة للزراعة وخصوصا مع توافر شبكة اروائية واسعة تتكون من أحد عشر مشروعا اروائيا كبيرا موزعة على جانبي نهر دجلة الأيمن والايسر مما جعل من النعمانية محيطا زراعيا مثاليا حيث تقترب الحقول الزراعية منها كثيرا مما جعلها في فترة من الفترات محطة مهمة على صعيد تجارة الحبوب على مستوى البلاد حيث تشتهر فيها زراعة الحبوب كالحنطة والشعير والذرة وحتى كانت لمزارعيها تجربة ناجحة في مجال زراعة الشلب حيث نجح البعض منهم بإنتاج هذا المحصول بنوعية جيدة وإنتاجية عالية تفوقت على إنتاجية المحافظات المختصة بزراعة الشلب احيانا.

## الموقع الجغرافي
تمتاز النعمانية بموقع جغرافي مهم حيث تقع على عقدة مواصلات مهمة تربط الوسط بالجنوب والخليج العربي وايضا تشكل محطة نقل مهمة بين مدن تربط محافظات الجنوب البصرة والناصرية والعمارة مع محافظات الوسط مثل الديوانية والنجف وكربلاء وبابل وبعض دول الجوار ولا يخفى ما للموقع الجغرافي من اثر مهم في توطين الناس ونشوء أي مجتمع بشري بما يؤدي إلى الأعمار والاستقرار. وبالتالي تصبح فيه مدينة قائمة بكل مفرداتها الذاتية الخاصة أذا ما توافرت عوامل رئيسية تكونها والتي هي الطرق والزراعة ووجود خدمات البناء كالأخشاب والقصب والبردي والأجر والأحجار والصخور فيعني تسهيلات البناء وبالتالي نجد حركة معمارية مصاحبة للنشاط الاقتصادي والاجتماعي والذي يؤثر في تطور المدينة. وقد توافر للنعمانية كل العوامل التي جعلت منها مدينة قائمة بعناصرها الذاتية.

## النشاط الاقتصادي
لا يعني بحال من الاحوال ان كل النشاط الاقتصادي هو الزراعة بل فيها الكثير من النشاطات الصناعية والتجارية فمن القديم عرفت النعمانية مهنا وصناعات ظلت تمارس لفترات طويلة كالحدادة والحياكة والنجارة واعمال النحاس حيث كان يوجد فيها سوقا للصفارين ومهنة إعادة تصفية زيوت المحركات والمكائن المستهلكة والاستفادة منها ثانية وربما تكون النعمانية سابقة لغيرها في اقامة مشاريع صناعية ذات صفة إنتاجية عالية حيث تاسس فيها ابان العهد الملكي معملا لصناعة المشروبات الغازية حمل منتجه اسما تجاريا خاصا هو (ريحان) وكان الشراب السائد حينها.في الوقت الحاضر يقع بقرب المدينة حقل الاحدب النفطي وظهرت العدد من الشركات الخاصة بالمشاريع النفطية من قبل أبناء المدينة.

## الشاعر المتنبي
ضريح الشاعر المتنبي يقع على مساحة تقدر بأربعة دونمات (عشرة آلاف متر مربع)، وتضم المقاطعة التي يقع فيها الضريح عددا من المواقع الاثرية وأهمها قصر النعمان بن المنذر الذي يقع إلى الشمال من ضريح المتنبي بمسافة خمسة كيلومترات على شاطئ دجلة، وهو القائل:

## ضريح محمد بن القاسم
ذكر مصطفى جواد بحضور الدكتور حسين علي محفوظ والدكتور عبد العزيز الدوري، في دار المعلمين العالية، خلال مناقشته لموضوع أضرحة العراق قال الرجل مقتنعا: الغريب نحن العراقيون ننسب اعلامنا إلى غيرنا، في ظل روايات، متوفرة في العديد من المصادر وان جل المصادر تؤكد ان ضريح محمد بن القاسم الثقفي يقع في النعمانية في واسط في العراق والذي يعرف بين العامة بقبر محمد بن القاسم العلوي، وذلك خوفا على ضياع معالم الضريح أيام الغزو الصفوي للبلاد.

## شخصيات نعمانية
- قائد النعماني
- سامي قفطان
- كاظم القريشي